# Кожинов Вадим Валеріанович
Вади́м Валеріа́нович Ко́жинов (рос. Вадим Валерианович Кожинов; 5 липня 1930 — 25 січня 2001) — російський літературний критик, літературознавець, філософ, історик. Основні роботи присвячено питанням теорії літератури, російській літературі XIX століття, літературному процесу 20 сторіччя (в першу чергу поезії).

## Біографія
Народився в Москві 5 липня 1930 року в сім'ї інженера Кожинова Валеріана Федоровича, 1903 року народження. В 1948 році закінчив середню школу і вступив до Московського університету на філологічний факультет. Після закінчення університету навчався в аспірантурі Інституту світової літератури. З 1957 року працював співробітником відділу теорії літератури в цьому інституті. В 1958 році захистив кандидатську дисертацію.
В 1960 році розшукав в Саранську репресованого колись М. М. Бахтіна і, домігшися публікації його книг про Достоєвського і Рабле (відповідно 1963 і 1965 роки), повернув Росії та світові великого філософа.
Кожинов зіграв вирішальну роль у 1960-ті роки в процесі повернення до читача праць М. М. Бахтіна.
Останні роки життя Вадим Валеріанович присвятив історичним дослідженням, про складні часи минулого Росії. Перетворення Кожинова-філолога на Кожинова-історика було відзначено книгою «Історія Русі та Руського слова» (Москва, Алгоритм, 1999), у якій поєдналися літературний та історичний інтереси Вадима Валеріановича. Роком раніше з друку вийшло його дослідження «Чорносотенці і Революція» (Москва, 1998). Потім — «Росія, століття XX (1901—1939)» (Москва, 1999) і «Росія, століття XX (1939—1964)» (Москва, 1999). Ці книги відносяться до серії «Історія Росії. Сучасний погляд».
З ім'ям Кожинова пов'язана низка російських поетів: М. Рубцов, Ю. Ковальов, А. Передреєв, С. Куняєв, В. Соколов, М. Тряпкін, О. Прасолов та ін. Діяльність В. В. Кожинова значною мірою допомогла воскресінню в 1966 році «Товариства охорони пам'ятників історії та культури», що мало величезне значення для пробудження і зміцнення російської самосвідомості в тодішній Росії. Ним зібрані і опубліковані декілька антологій, серед яких «Поети тютчевської плеяди», «Сторінки сучасної лірики», складено і надруковано не менш десятка іменних збірок російських поетів від П. Фета до В. Лапшина.
Дослідники єврейського походження вважають Кожинова ревізіоністом голокосту.

## Праці
Паралельно — більше 30 власних книг: теорія літератури, проблеми сучасної та класичної поезії, історія Росії, зокрема новітня. Статті в періодичному друці: державне будівництво, економіка, національна і міжнародна політика, літературна полеміка тощо.
- «Види мистецтва» (1960);
- «Походження романа» (1963);
- «Книга про російську ліричну поезію XIX століття» (1978);
- «Статті про сучасну літературу» (1982);
- «Тютчев» (1988);
- «Роздуми про російську літературу» (1990);
- «Чорносотенці і Революція» (Москва 1998);
- «Росія, століття XX (1901—1939)» (Москва, 1999);
- «Росія, століття XX (1939—1964)» (Москва, 1999);
- «Історія Русі та Руського слова» (Москва, Алгоритм, 1999 р.)
- Правда сталинских репрессий [Архівовано 18 Липня 2013 у Wayback Machine.] (2005) (рос.)